# Wilhelm Koppe (Historiker)
Wilhelm Koppe (* 28. September 1908 in Schleswig; † 11. Juni 1986 in Kiel) war ein deutscher Historiker und Hochschullehrer.

## Leben
Koppe studierte Geschichte, Englisch, Philosophie und Leibesübungen nacheinander für je ein Semester an den Universitäten von Göttingen, Wien, Königsberg, Hamburg und schließlich in Kiel, unter anderem bei Fritz Rörig und Otto Scheel. Dort wurde er im Jahr 1931 zum Thema Der Lübeck–Stockholmer Handel von 1368–1400 promoviert.
Koppe wurde am 1. Mai 1933 Mitglied der NSDAP und der SA und nutzte diese Mitgliedschaften dazu, seine eigene akademische Laufbahn zu betreiben, ohne sich in größerem Umfang politisch zu engagieren.
Mit Hilfe von Stipendien der Deutschen Forschungsgemeinschaft arbeitete Koppe bis 1936 in den Archiven von Lübeck, Stockholm, Reval und Riga, teils an hansischen und teils an schwedisch-deutschen Problemen des 16. und 17. Jahrhunderts. 1936 habilitierte er sich zunächst an der Universität Kiel und folgte zwei Jahre später Fritz Rörig nach Berlin, wo er sich als Dozent für Mittlere und Neuere Geschichte sowie für Wirtschafts- und Sozialgeschichte an der Friedrich-Wilhelms-Universität habilitierte. In Berlin war Koppe ab April 1936 hinaus als Referent der Nord- und Ostdeutsche Forschungsgemeinschaft an der Publikationsstelle Berlin-Dahlem (PuSte Dahlem) für den Bereich Ostsee und Hanse tätig und gab gemeinsam mit Johannes Papritz im Auftrag der PuSte Dahlem die Zeitschrift Jomsburg heraus.
1940 schrieb Koppe neben Johann von Leers einen politischen Beitrag über die Die unmittelbaren Ursachen des deutsch-polnischen Krieges in der beim Stubenrauch-Verlag von Karl Schwarz herausgegebenen Kriegschronik. 1941 fungierte er als Leiter der Abteilung Geschichte an der Universität Riga. Aufgrund seiner Einberufung zum Kriegsdienst 1939/40 sowie 1942/43 und zweimaliger Verwundung konnte er seine Dozentur jedoch nur zeitweilig ausüben. 1944 übernahm er darüber hinaus Vertretungsstellen an der Universität Greifswald und der Reichsuniversität Posen, die sich mit dem Zusammenbruch der Ostfront 1945 auflöste.
Da die Lage in Berlin eine Wiederaufnahme der Vorlesungen für Koppe erschwerte, nahm er am 28. April 1945 eine Vertretungsstelle an der Universität Kiel an und folgte damit dem Rat des dortigen Dekans, des Astrophysikers Albrecht Unsöld. Weiterhin erhielt er den Auftrag, der Universitätsbibliothek Kiel bei der Rückführung ihrer evakuierten Bestände beizustehen. Nachdem die britische Militärregierung die Lehrgenehmigung erteilt hatte, wurde Wilhelm Koppe noch im selben Jahr auf Betreiben Unsölds als Dozent für Geschichte übernommen, bis er 1972 in den Ruhestand trat. Seit 1957 hatte er dort eine Stelle als wissenschaftlicher Rat und Professor.
Neben seiner Lehrtätigkeit war Koppe darüber hinaus in den Jahren 1970 bis 1986 als Vorstandsmitglied des Hansischen Geschichtsvereins e.V tätig, dessen oberstes Ziel es ist, der Forschung zur Geschichte der Hanse und der zu ihr gehörigen Städte ein Zentrum zu geben.

## Werk
Koppe gehörte zum Kreis um Fritz Rörig, der Rörigs umstrittene „Gründungsunternehmertheorie“ belegen und erweitern sollte. Ausgehend vom Beispiel Lübecks ging Rörig davon aus, dass eine Gruppe fernhändlerischer, genossenschaftlich organisierter „Gründungsunternehmer“, im 12. Jahrhundert und 13. Jahrhundert die Planung und Anlage der Städte im Ostseeraum entscheidend beeinflusst habe. Koppes Dissertation sollte die von Rörig vermutete große Bedeutung hansischer Quellen für die Geschichte eines skandinavischen Landes belegen. Methodisch nutzte Koppe dabei das Lübecker Niederstadtbuch in Verbindung mit den Pfundzollisten unter einer bestimmten thematischen Fragestellung. Seine Arbeit wird auch als Beitrag zur Personen- und Schifffahrtsgeschichte gewertet.
Koppes Tätigkeit als Mitherausgeber der Zeitschrift Jomsburg führte ihn in eine deutliche Nähe zu den Absichten nationalsozialistischer Wissenschaftspolitik, die in Skandinavien insbesondere auf Belege für die Untermauerung einer kulturell führenden Bedeutung des Deutschtums bedacht war. Die Jomsburg wurde freilich – nicht zuletzt auch durch Koppes eigene Beiträge – sehr deutlich als Propagandainstrument wahrgenommen.
Nach dem Ende des Zweiten Weltkrieges war Wilhelm Koppe einer der ersten, die sich für den Wiederaufbau des Historischen Seminars in Kiel einsetzten. Darüber hinaus sorgte er dafür, dass auch regionalgeschichtliche Zusammenhänge einen bedeutenden Rang an der Universität Kiel einnahmen.
Die Kenntnis der hanseatischen Geschichte, des kaufmännischen Lebens in den mittelalterlichen Städten sowie die kulturgeschichtliche Bedeutung des Bürgertums wurden durch Koppes Forschungen wesentlich bereichert.

## Schriften (Auswahl)
- Der Lübeck-Stockholmer Handel von 1368–1400. Wachholtz, Neumünster 1933, auch unter dem Titel Lübeck-Stockholmer Handelsgeschichte im 14. Jahrhundert. K. Wachholtz, Neumünster i. H 1933.
- Lübeck und Lödöse im 14. Jahrhundert. Göteborg 1934.
- mit Johannes Papritz (Hg.): Jomsburg. Völker und Staaten im Osten und Norden Europas : Vierteljahrsschrift. Hirzel, Leipzig 1937–1942.
- Der Haushalt des schwedischen Reiches unter Gustav Adolf und Christina. Habil.-Schr. Universität Kiel, 1938. Heine, Gräfenhainichen 1938 (stark gekürzter Teildruck).
- Die unmittelbaren Ursachen des deutsch-polnischen Krieges. In: Karl Schwarz (Hrsg.): Chronik des Krieges – Dokumente und Berichte. Band I/II . Der Krieg, seine Vorgeschichte und seine Entwicklung bis zum 1. Februar 1940., Stubenrauch, Berlin 1940, S. 399–407.
- Das Reich des Miseko und die Wikinger in Ostdeutschland. In: Deutsche Ostforschung : Ergebnisse und Aufgaben seit dem ersten Weltkrieg. Bd. 1, Leipzig 1942, S. 253–266.
- Zur Preisrevolution des 16. Jahrhunderts in Holstein. In: Zeitschrift der Gesellschaft für Schleswig-Holsteinische Geschichte. 79, 1955, S. 185–216.

Festschrift
- Klaus Friedland (Hrsg.): Stadt und Land in der Geschichte des Ostseeraums. Wilhelm Koppe zum 65. Geburtstag überreicht von Freunden und Schülern. Schmidt-Römhild, Lübeck 1973, S. 104–120, ISBN 3-7950-0033-5.